# Período do Segundo Templo
O período do Segundo Templo na história judaica durou entre 516 a.C. e 70 d.C., quando o Segundo Templo de Jerusalém existia. As seitas de fariseus, saduceus, essênios, zelotes e o cristianismo primitivo foram formadas durante este período. O período do Segundo Templo terminou com a Primeira Guerra Judaico-Romana e a destruição de Jerusalém e do Templo pelos Romanos.
Após a morte dos últimos Nevi'im (profetas judeus) da antiguidade e ainda sob o domínio persa, a liderança do povo judeu estava nas mãos de cinco gerações sucessivas de líderes zugot ("pares de"). Eles floresceram primeiro sob os persas (c. 539 - c. 332 a.C.), depois sob os gregos (c. 332-167 a.C.), depois sob um reino hasmoneu independente (140-37 a.C.) e, em seguida, sob os romanos (63 a.C. - 132 d.C.).
Durante este período, o judaísmo do Segundo Templo pode ser visto como moldado por três grandes crises e seus resultados, já que vários grupos de judeus reagiram a elas de maneiras diferentes. Primeiro veio a destruição do Reino de Judá em 587/6 a.C., quando os judeus perderam sua independência, monarquia, cidade sagrada e Primeiro Templo e foram parcialmente exilados na Babilônia. Consequentemente, eles enfrentaram uma crise teológica envolvendo a natureza, o poder e a bondade de Deus e também foram ameaçados culturalmente, etnicamente e cerimonialmente ao serem colocados em proximidade com outros povos e grupos religiosos. A ausência de profetas reconhecidos no final do período os deixou sem sua versão da orientação divina em um momento em que se sentiam mais necessitados de apoio e orientação. A segunda crise foi a crescente influência do Helenismo no Judaísmo, que culminou na Revolta Macabeia de 167 a.C. A terceira crise foi a ocupação romana da região, começando com Pompeu e seu saque de Jerusalém em 63 a.C. Isso incluiu a nomeação de Herodes, o Grande, como Rei dos Judeus pelo Senado Romano, e o estabelecimento do Reino Herodiano da Judeia compreendendo partes do que hoje são Israel, territórios palestinos, Jordânia, Líbano e Síria.

## Construção do Segundo Templo

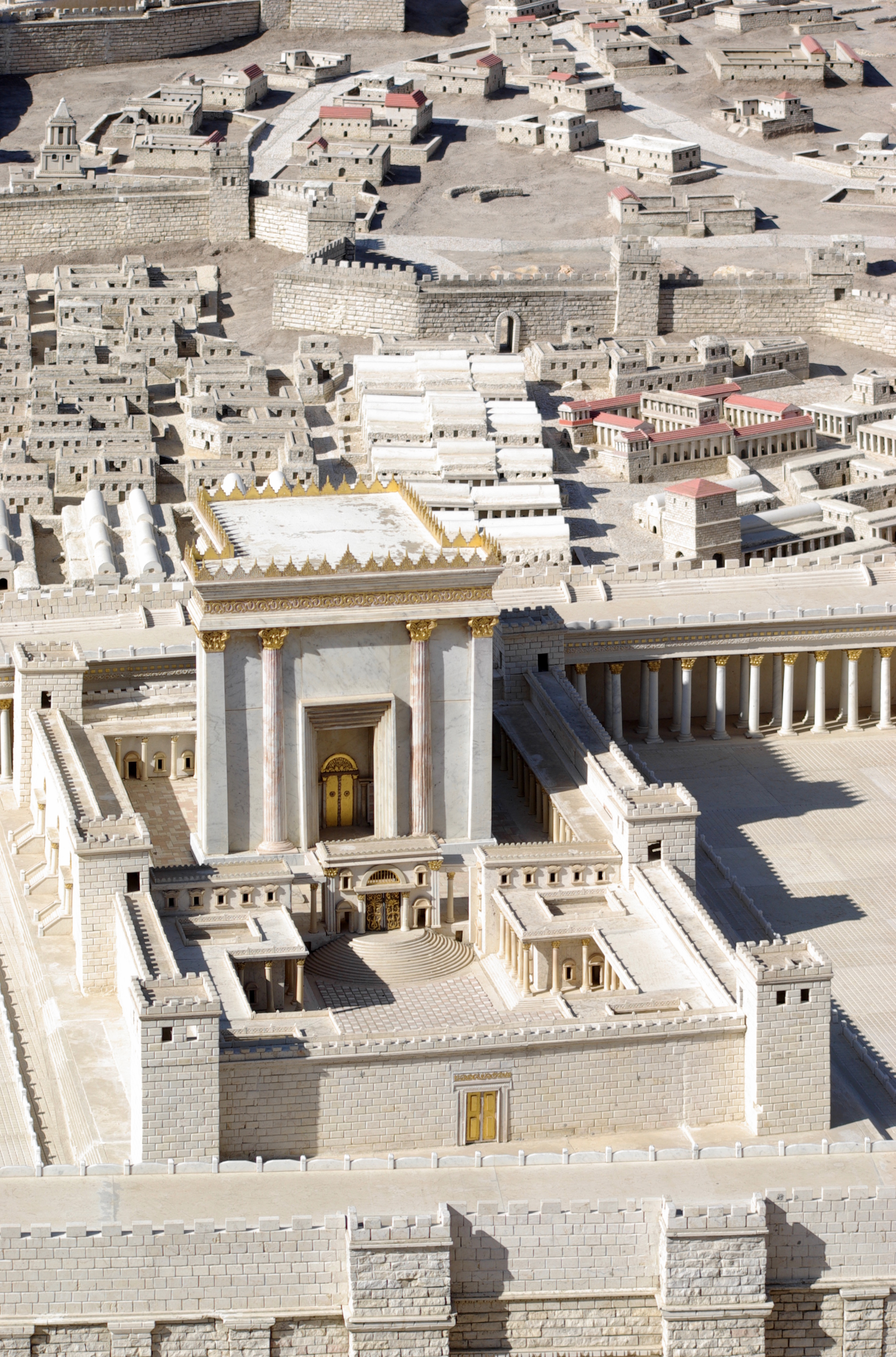
Maquete do Segundo Templo de Jerusalém, Museu de Israel, Jerusalém

A construção do Segundo Templo foi concluída sob a liderança dos últimos três profetas judeus Ageu, Zacarias e Malaquias com aprovação e financiamento persa.

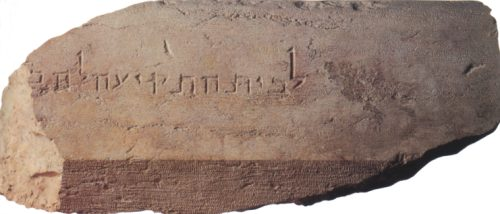
Essa pedra inscrita em hebraico "Para o Lugar da Trombeta" escavada por Benjamin Mazar no Monte do Templo acredita-se que faça parte do Segundo Templo

Com base no relato bíblico, após o retorno do cativeiro babilônico sob Zorobabel, arranjos foram feitos quase que imediatamente para reorganizar a desolada Província de Jeúde após o fim do Reino de Judá setenta anos antes. O corpo de peregrinos, formando um bando de 42.360, tendo completado a longa e triste jornada de cerca de quatro meses, das margens do Eufrates a Jerusalém, foi animado em todos os seus procedimentos por um forte impulso religioso, e portanto uma de suas primeiras preocupações foi restaurar sua antiga casa de adoração, reconstruindo seu templo destruído e reinstituindo os rituais de sacrifício conhecidos como korban.
A convite de Zorobabel, o governador, que lhes deu um notável exemplo de liberalidade ao contribuir pessoalmente com 1.000 dáricos de ouro, além de outros presentes, o povo despejou seus presentes no tesouro sagrado com grande entusiasmo. Primeiro, eles ergueram e dedicaram o altar de Deus no local exato onde antes estava, e então limparam os montes de escombros carbonizados que ocupavam o local do antigo templo; e no segundo mês do segundo ano (535 AEC), em meio a grande agitação e alegria pública, foram lançados os alicerces do Segundo Templo. Um grande interesse foi sentido por este grande movimento, embora tenha sido visto com sentimentos mesclados pelos espectadores.
Os samaritanos, habitantes da capital do que havia sido Israel, fizeram propostas de cooperação na obra. Zorobabel e os anciãos, entretanto, recusaram qualquer cooperação, sentindo que os judeus deveriam construir o Templo sem ajuda. Imediatamente, notícias ruins foram espalhadas sobre os judeus. De acordo com Esdras 4,5, os samaritanos procuraram "frustrar seu propósito" e enviaram mensageiros a Ecbátana e Susa, resultando na suspensão do trabalho.

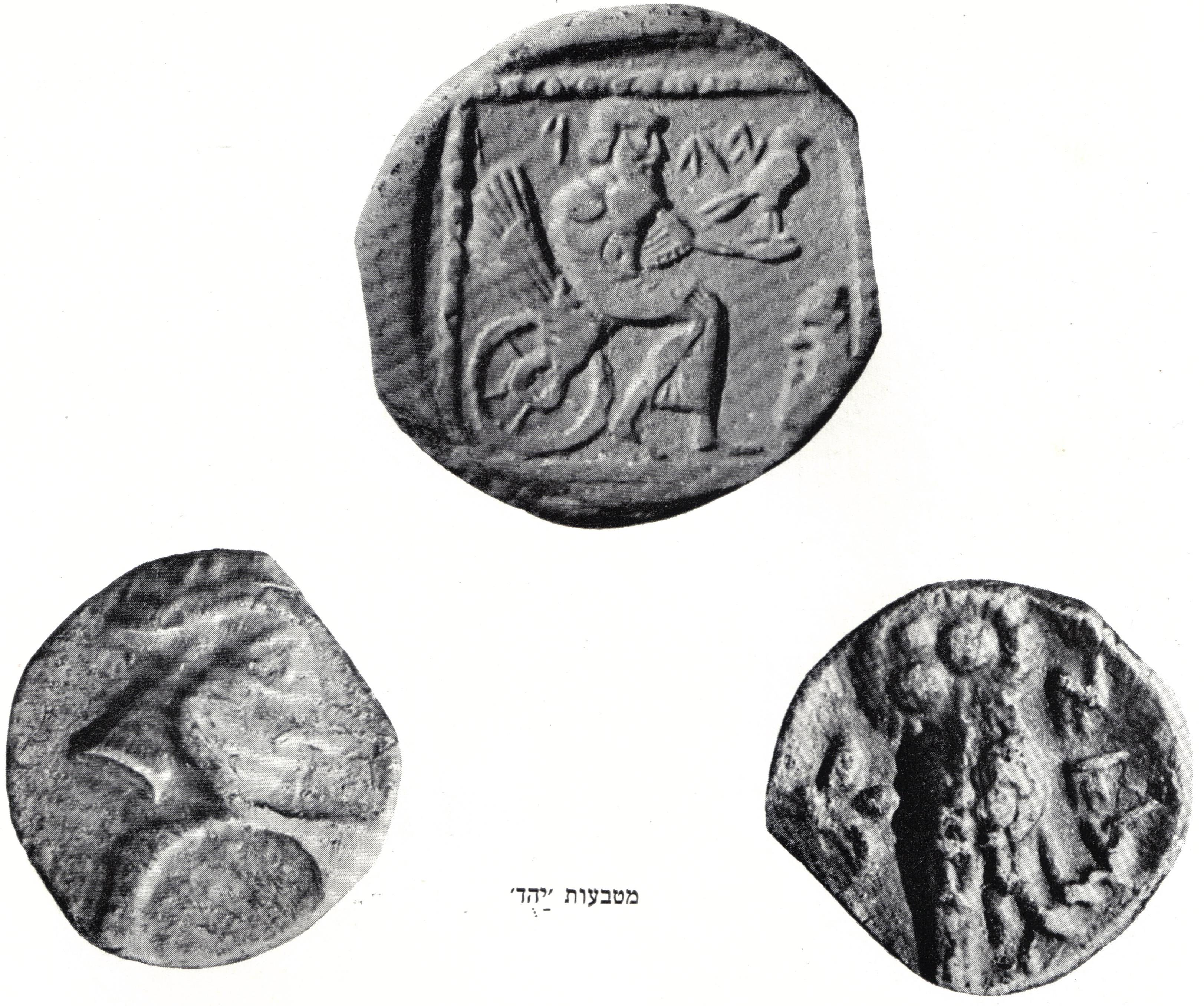
Moedas cunhadas na província da Judéia durante o período persa.

Sete anos depois, Ciro, o Grande, que permitiu que os judeus retornassem à sua terra natal e reconstruíssem o Templo, morreu e foi sucedido por seu filho Cambises II. Na sua morte, o "falso Esmérdis", um impostor, ocupou o trono por cerca de sete ou oito meses, e então Dario I da Pérsia tornou-se rei (522 a.C.). No segundo ano desse monarca, o trabalho de reconstrução do templo foi retomado e levado adiante até sua conclusão, sob o estímulo dos fervorosos conselhos e admoestações dos profetas Ageu e Zacarias. Estava pronto para a consagração na primavera de 516 a.C., mais de vinte anos após o retorno do cativeiro. O Templo foi concluído no terceiro dia do mês de Adar, no sexto ano do reinado do rei Dario, em meio a grandes alegrias por parte de todo o povo embora fosse evidente que os judeus não eram mais um povo independente, mas estavam sujeitos a uma potência estrangeira. O livro de Ageu inclui uma predição que a glória do último templo seria maior do que a do primeiro.

## Era helenística
Em 332 a.C., os persas foram derrotados por Alexandre, o Grande. Após sua morte e a divisão do império de Alexandre entre seus generais, o Reino Selêucida foi formado.
Durante esse tempo, as correntes do judaísmo foram influenciadas pela filosofia helenística desenvolvida a partir do século III a.C., notavelmente a diáspora judaica em Alexandria, culminando na compilação da Septuaginta. Um importante defensor da simbiose da teologia judaica e do pensamento helenístico é Fílon de Alexandria.

## Dinastia Hasmoneu
A deterioração das relações entre judeus helenizados e judeus religiosos levou o rei selêucida Antíoco IV Epifânio a impor decretos proibindo certos ritos e tradições religiosas judaicas. Consequentemente, os judeus ortodoxos se revoltaram sob a liderança da família Hasmoneana (também conhecida como Macabeus). Essa revolta acabou levando à formação de um reino independente da Judeia, sob a Dinastia Hasmona, que durou de 165 a 37 a.C. A Dinastia Hasmoneu acabou se desintegrando como resultado da guerra civil entre os filhos de Salomé Alexandra - Hircano II e Aristóbulo II. O povo, que não queria ser governado por um rei, mas por um clero teocrático, fez apelos neste espírito às autoridades romanas. A intervenção romana na guerra civil na Judeia foi então feita, após a campanha síria de conquista e anexação, liderada por Pompeu. O irmão rival pró-parta Hasmoneu, entretanto, logo trouxe o apoio parta e o trono mudou até que Herodes, o Grande, se estabeleceu como um novo rei pró-romano da Judeia.

## Dinastia herodiana
Herodes, o Grande, foi um rei cliente romano da Judéia, conhecido como reino herodiano. Como um aliado próximo e leal aos romanos, Herodes estendeu seu governo até a Arábia, criou ambiciosos projetos de construção em toda a Judéia, incluindo a expansão do Segundo Templo em Jerusalém. O reino herodiano sob Herodes experimentou um período de crescimento e expansão. Muitos dos destinos turísticos mais populares em Israel hoje, incluindo o Muro das Lamentações e a Torre de Davi, foram construídos por Herodes.
Após a morte de Herodes em 4 a.C, o reino foi dividido em várias partes para cada um de seus três filhos (inicialmente quatro partes), formando a Tetrarquia. A parte central da Tetrarquia foi dada a Herodes Arquelau, incluindo a Judeia propriamente dita, Idumeia e Samaria. A morte de Herodes em 4 a.C. causou a liberação de frustrações acumuladas das pessoas que foram reprimidas por sua brutalidade. Muitas pessoas empobreceram por causa dos altos impostos e gastos de Herodes. Quando ele morreu, seus projetos de construção que antes permitiam oportunidades de emprego foram interrompidos e muitas pessoas perderam seus empregos. Isso gerou frustrações que contribuíram para as causas da Primeira Guerra Judaico-Romana.
Em 6 a.C., o país entrou em agitação e o governante herodiano da Judeia foi deposto em favor da formação de uma nova província romana, a Judeia Romana. Herodes II governou Itureia e Trachonitis até sua morte em 34 d.C, quando foi sucedido como tetrarca por Herodes Agripa I, que havia sido governante de Cálcis. Agripa entregou Cálcis a seu irmão Herodes e governou no lugar de Filipe. Com a morte de Herodes Antipas em 39 d.C, Herodes Agripa tornou-se governante da Galileia também e, em 41 d.C, como sinal de favorecimento do imperador Cláudio, sucedeu ao prefeito romano Marulo como governante da Judéia.
A era de aproximadamente 4 a.C a 33 d.C também é notável por ser o período em que Jesus Cristo viveu, principalmente na Galileia, sob o reinado de Herodes Antipas. É, portanto, considerado na história especificamente judaica como sendo quando o Cristianismo surgiu como uma seita messiânica de dentro do Judaísmo do Segundo Templo.

## Judeia romana
A província romana da Judeia se estendia por partes das antigas regiões dos reinos hasmoneu e herodiano. Foi criado em 6 d.C com o Censo de Quirino e se fundiu na Síria Palestina após 135 d.C.